# Die letzte Welt
Ultima lume (în germană Die letzte Welt) este un roman de istorie alternativă din 1988 al scriitorului austriac Christoph Ransmayr, cu acțiunea în Tomi (azi Constanța, România). Acesta are loc într-o perioadă de timp inconsistentă și spune povestea unui bărbat, Cotta, care călătorește la Tomi pentru a-l căuta pe poetul Naso, care s-a stabilit acolo în exil politic, după ce a auzit zvonuri că Naso ar fi decedat. În oraș, Cotta întâlnește o serie de personaje din poemul lui Ovidiu, Metamorfoze.
Autoritățile române comuniste nu au permis includerea romanului într-o antologie deoarece „făcea referiri prea clare la situația românească și la rolul marelui dirijor (Nicolae Ceaușescu)”. Romanul Ultima lume (Die letzte Welt) a fost tradus în 1990 în limba engleză ca The Last World, în traducerea lui John E. Woods.

## Rezumat
Acțiunea principală are loc în primele două decenii ale erei noastre. Un roman educat pe nume Cotta călătorește la Tomi (acum Constanța), pe malul Mării Negre, pentru a investiga zvonurile potrivit cărora prietenul său Naso (porecla poetului Ovidiu) ar fi murit acolo, în exil. De asemenea, el speră să găsească un exemplar al Metamorfozelor acestuia, deoarece poetul a ars singurul exemplar disponibil la acea vreme înainte de a pleca în exil.
Orașul se degradează vizibil și natura recuperează terenul pierdut. La început predomină impresia de frig, mai târziu cea de căldură. Locuitorii sunt ciudați și neprietenoși; la o privire mai atentă, ei apar ca personaje din Metamorfozele lui Nasos/Ovidiu, iar unele dintre experiențele și poveștile lor sunt similare cu cele din acest poem. Cotta descoperă urme ale poetului, dar nu pe el însuși, nici copia manuscrisului pe care îl caută.
În cele din urmă, Cotta s-a obișnuit cu condițiile locale. El nu mai vorbește despre o întoarcere la Roma; în schimb, la fel ca Naso, se duce în munți.
În flashback-uri, se arată cum viața lui Naso și operele sale literare au dus la exilarea sa din Roma printr-un lanț de evenimente: primele sale lucrări au criticat aparatul de putere strict organizat al Romei, iar un discurs alegoric îndrăzneț la deschiderea unui stadion, fără respect pentru împărat, a dus la exilarea sa în îndepărtata zonă a Mării Negre, în ciuda succesului său literar și a popularității sale în rândul populației.
Așa cum poemul Metamorfoze este alcătuit din 15 cărți, Ransmayr și-a împărțit romanul în 15 capitole.

## Personaje
- Alcyone, personaj dintr-o dramă interpretată de Cyparis
- Arachne, țesătoare surdo-mută din Tomi care suferă de gută. Țesăturile ei artistice sunt inspirate de poveștile lui Naso. Comunică prin citirea buzelor și ortografia dactilologică
- Augustus, împărat al Romei în timpul vieții lui Ovidiu
- Battus, epileptic, fiul negustorului Fama
- Ceyx, personaj dintr-o dramă interpretată de Cyparis
- Cotta, personajul principal care merge la Tomi în căutarea lui Ovidiu. Cotta este prietenul lui Ovidiu.
- Cyane, soția lui Ovidiu cel exilat
- Cyparissus, un liliputan, proiecționist pitic rătăcitor
- Echo, prostituată din sat, confidenta lui Cotta, o femeie frumoasă desfigurată. Repetă propozițiile pe care le aude în loc să răspundă. Întotdeauna are amanți care o plătesc cu bunuri.
- Pheme (Faima), negustoarea din Tomi și mama lui Battus. Foarte vorbăreață.
- Itys, fiul măcelarului Tereus și al soției sale, Procne
- Lycaon, frânghierul din Tomi, îi închiriază o cameră lui Cotta. Pare să se transforme în lup din când în când.
- Lichas, un misionar al vechilor credincioși
- Procne, soția bolnavă și supraponderală a lui Tereus, măcelarul
- Naso, porecla lui Ovidiu datorită nasului său mare, cu care este menționat poetul în roman
- Proserpina, logodnica lui Thies, groparul din Tomi
- Pitagora, slujitorul confuz al lui Naso, locuiește în Trachila, un sat sus în munți
- Tereus, măcelarul violent din Tomi și soțul lui Procne
- Thies (Dis Pater⁠(d)), producător de unguente și gropar

## Interpretare
Ceea ce este izbitor în roman este amestecul antichității (intervalul de timp exact: anii 8-17 d.Hr.) cu prezentul. De exemplu, piticul Cyparis proiectează filme, iar Ovid îi trimite soției sale, Cyane, o fotografie a orașului Tomi.
Pe lângă schimbarea cronologiei, autorul înfățișează și geografia într-un mod nerealist. De exemplu, Tomi/Constanța se află pe o coastă plată, care contrastează puternic cu coasta abruptă descrisă în roman, cu munții în spate. Roma, prin caracteristicile sale geografice, este în contrast cu capitala reală istorică a Imperiului Roman.
Faptul că romanul este exploziv din punct de vedere politic este demonstrat de un incident din România: autoritățile române comuniste nu au permis includerea romanului într-o antologie deoarece „făcea referiri prea clare la situația românească și la rolul marelui dirijor (Nicolae Ceaușescu)”. Însuși Ransmayr a comentat: „La vremea respectivă, am simțit o satisfacție aproape copilărească că cel puțin o persoană implicată, cenzorul, a înțeles perfect și corect un pasaj din Ultima lume.”

## Recepție
Kirkus Reviews a considerat că această carte este o „lucrare istorică ambițioasă și elegantă”.
Robert Irwin⁠(d) într-o recenzie pentru The New York Times a scris că: „acest al doilea roman remarcabil al lui Christoph Ransmayr, un tânăr romancier austriac, poartă convingerea unui vis de rău augur”. Irwin l-a comparat inițial cu lucrările pictorilor suprarealiști, apoi a scris că: „lumea care își schimbă forma unde are loc căutarea lui Cotta se datorează mai mult literaturii latine decât teoriei suprarealiste... Ultima lume, cu anacronismele și deformările sale atente, este un exercițiu strălucit de istorie literară alternativă.”
Richard Eder⁠(d) în Los Angeles Times a descris cartea ca fiind o „alegorie puternică a ascensiunii, decăderii și schimbării” și a afirmat că:
Nu este nimic olimpian sau didactic în parabola lui Ransmayr. Este povestită la extreme, cu imagini dure și elipse sumbre. Este înșirată de-a lungul misterelor — Unde este Ovid? Cine sunt locuitorii orașului pe care Cotta îi întâlnește în Tomi? — și tonul său este când grotesc, când înghețat.
Eder a considerat că este o problemă în modul în care locuitorii din Tomi, spre deosebire de personajele din Metamorfoze, nu reușesc să provoace emoții cititorului, ceea ce face ca povestea să fie „de lemn”. Eder a contuzionat: „ca parabolă, totuși, are o forță vie și tulburătoare.”
Traducerea în limba engleză a fost recompensată cu Premiul Schlegel-Tieck din 1991, acordat de Societatea Autorilor (Society of Authors⁠(d)) din Londra.